# Silvius sayi
Silvius sayi är en tvåvingeart som beskrevs av Noelle M. Brennan 1935. Silvius sayi ingår i släktet Silvius och familjen bromsar. Inga underarter finns listade i Catalogue of Life.